# 有島生馬
有島 生馬（ありしま いくま、本名・有島壬生馬、1882年〈明治15年〉11月26日 - 1974年〈昭和49年〉9月15日）は、日本の画家・小説家。号は雨東生、十月亭。
神奈川県横浜市出身。志賀直哉や児島喜久雄とは少年時代からの友人で、『白樺』創刊に参加し、代表作『蝙蝠の如く』を書いた。長くヨーロッパに留学したが、その際、有島の恋人（女中）を志賀らに託し、帰国後、彼女と結婚の意志がないことを示したため、志賀との間に疎隔が生まれ、敗戦後、志賀は『蝕まれた友情』（1947年（昭和22年））を書いて絶交。

## 家族
有島武郎の弟、里見弴の兄。妻の信子は原田熊雄の妹でドイツとのクォーター。妹のシマは医学者の高木喜寛に嫁いだ。甥には武郎の長男である俳優の森雅之がおり、1923年（大正12年）に武郎が心中した後は彼の親代わりとなって育てた。姪には高木喜寛・シマ夫妻の長女・園子がおり、西洋古典学者の呉茂一に嫁いだ。一人娘の暁子は東京川崎財閥の3代目当主・川崎守之助に嫁いだ。

## 略歴

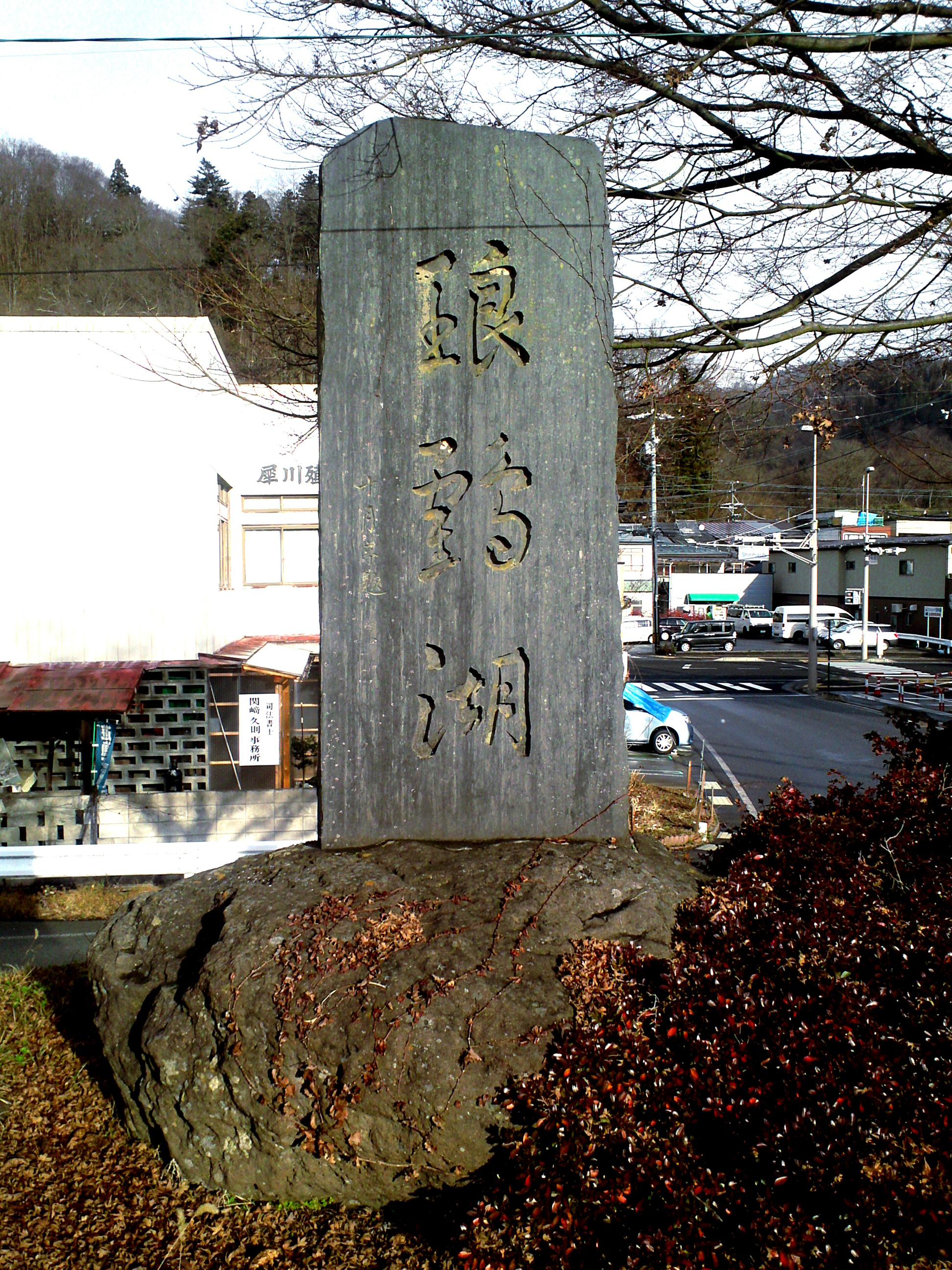
有島生馬が命名した「琅鶴湖」（水内ダム）を記念する石碑。

大蔵省関税局長兼横浜税関長をしていた有島武とその妻・幸の次男として、横浜月岡町（現・老松町（横浜市））の税関長官舎で生まれる。干支から「壬生馬（みぶま）」と名付けられたが、難読を嫌ってのちに「生馬」に改称。父の職業や横浜という土地柄から外国人との交流も多く、兄姉とともに洋学教育を受ける一方、両親とも武家出身であったことから和洋混載の環境で育つ。父親が由比ヶ浜に別荘を持っていたことから、吉田清成、吉原重俊、山尾庸三、園田孝吉らといった官僚の子供たちと親しく交流した。
1891年（明治24年）に父親が大蔵省国債局長となり東京の麹町区永田町の官邸に転居し、麹町小学校に転校したが、1893年（明治26年）に父親が退官した後、1895年（明治28年）に学習院初等科に転校。中等科に進む1896年（明治29年）に麹町区下六番町10（現・六番町（千代田区））の旧旗本屋敷に一家で転居し、学校では志賀直哉、田村寛貞、黒木三次、三条公輝らと文芸サークル「睦友会」を結成して会報誌で文芸評論などを発表。1900年（明治33年）中等科4年のときに肋膜炎を患い、学習院を中退して父の郷里である鹿児島県平佐村（現・薩摩川内市）で転地療養する。このとき近所の書店で見つけた『近松研究』を読んだことから近松門左衛門など日本の古典文学に夢中になり、また、当地で出会った日本人神父から見せられたローマの宗教美術からイタリアで絵を学びたいと思うようになる。
一年の療養を終えて、1901年（明治34年）に東京外国語学校（現・東京外国語大学）イタリア語科に入学。1903年（明治36年）には小山内薫の紹介で、かねてより傾倒していた島崎藤村を小諸に訪ねた際、ピサロの絵を初めて見せられ衝撃を受ける（藤村との交流は生涯続き、のちに藤村の『千曲川のスケッチ』の装丁も手掛け、藤村が没した際は生馬が葬儀委員長を務めた）。岩元禎に紹介を頼み、大学の卒業式が終了したその足で洋画家藤島武二のもとを訪ね、住み込みの生徒となるが、しばらくして駒込円通寺に転居し、日露戦争終戦後の時期である1906年（明治39年）5月、イタリアに向かう。元電話交換手から絵画モデルになり生馬と知り合って有島家の女中となった恋人・関安子の世話を友人らに頼む。
薩摩出身のイタリア公使・大山綱介の紹介で6月にローマに居を構え、古典美術を学びはじめるが、同年9月に訪ねてきた兄・有島武郎とともにヨーロッパ各地を巡る旅行に出かけ、同年12月末からパリに留まるも、ロンドン滞在中の武郎を訪ねて過ごし、翌1907年（明治40年）2月末からパリの美術学校グラン・ショミエールに通いはじめる。6月にはラファエル・コランの画室を訪ね、夏にはヨーロッパに留学中の旧友らと交流を楽しみ、同年秋にセザンヌ回顧展を見て感銘を受ける。パリでは荻原守衛、高村光太郎、南薫造、梅原龍三郎、藤田嗣治らとも交流した。
1910年（明治43年）2月に帰国し、武郎、弟・里見弴とともに『白樺』同人となり、セザンヌをいち早く紹介する。 同年、女中の関安子を捨て、里見弴の学友だった原田熊雄の妹・原田信子（ - 1978年）と結婚。1911年（明治44年） 文展に入選。娘・暁子（1911 - 1982）が生まれる。
1914年（大正3年）文展からの独立を志向する二科会結成（創立会員）。1914年（大正3年）妻・信子が家を出る。1920年（大正9年）志賀直哉が生馬の生活を批判的に描いた小説『或る一夜』を発表。1921年（大正10年）画家西村伊作や歌人与謝野晶子、画家石井柏亭らによって当時の学校令に縛られない自由でより創造的な学校、文化学院が創立される。生馬も講師として教壇に立った（教え子に村井正誠がいる）。1928年（昭和3年）娘・暁子、原智恵子らと渡欧し、フランスでレジオンドヌール勲章授与。
1935年（昭和10年）、帝国美術院の大改革が行われ、官選の形で美術院の会員に選出される。このことで二科会を脱会。
同年、日本ペンクラブ（会長・島崎藤村）の副会長になる。 1936年（昭和11年）7月、島崎藤村らとともにペン・クラブ国際大会に出席するためアルゼンチンを訪問。
帰国後の同年12月、安井曽太郎らとともに一水会設立に参画。 1937年（昭和12年） 帝国芸術院会員となる。 1958年（昭和33年） 日展常務理事に就任。1964年（昭和39年） 文化功労者となる。1971年（昭和46年）娘・暁子、昭和天皇皇后ヨーロッパ歴訪に同行し通訳を務める。1974年（昭和49年）91歳で死去。
1982年（昭和57年）、有島生馬の鎌倉の家（通称「松の屋敷」）が長野市信州新町上条に移築され、「有島生馬記念館」として開館された。

## 著書
- 蝙蝠の如く （洛陽堂 1913年　白樺叢書）
- 獸人 （東京堂 1915年）
- 南歐の日 （新潮社 1916年）
- 暴君へ （新潮社 1917年）
- 葡萄圃の中 （春陽堂 1918年）
- 鏡中影 （春陽堂 1919年）
- 死ぬほど （春陽堂 1920年）
- 美術の秋 （叢文閣 1920年）
- 回想のセザンヌ （エミル・ベルナールの訳書）、叢文閣 1920年／岩波文庫、1953年ほか
- 嘘の果 常子の手紙 （新潮社 1921年）
- 片方の心 （プラトン社 1924年）
- セザンヌ （アルス 1925年）
- 海村 （改造社 1927年）
- 現代日本文學全集 第27篇 有島武郎集・有島生馬集 （改造社 1927年）
- 有島生馬全集 （全3巻 改造社 1932年-1933年）／日本図書センター（復刻版）、1997年
- 有島生馬畫集 人物肖像篇 （アトリヱ社 1932年）
- 東方への港 （岡倉書房 1936年）
- 邪道 （グラツィア・デレッダ（訳）日本出版社 1942年）
- 青春回想 （随筆集 信濃青年社 1947年）
- 思い出の我 （中央公論美術出版 1976年）
- 一つの予言 有島生馬芸術論集 （形象社 1979年）

## 関連人物
- 有島武郎（元札幌農学校教授、生馬の実兄）
- 里見弴（小説家、生馬の実弟）
- 森雅之（俳優、生馬の甥、兄・武郎の実子）
- 藤島武二（画家）